# EWA IIa
Die Serie EWA IIa war eine Schlepptenderlokomotivreihe der Eisenbahn Wien-Aspang (EWA) zum Einsatz auf der Aspangbahn. Sie hatte die Achsformel 2Bn2 und wurde von der Lokomotivfabrik Wiener Neustadt von 1895 bis 1900 gebaut, wobei zwei leicht unterschiedliche Bauserien zur Ausführung kamen, die sich vor allem durch eine längere Rauchkammer der zweiten Serie unterschieden.
Sie erhielten bei der EWA die Nummern 31–35, wobei die ersten beiden der ersten Lieferserie angehörten. Sie wurden mit Tendern der Bauarten 3T-12,0/5,0 mit einem Dienstgewicht von 29,5 Tonnen gekuppelt.
Die Maschinen mit den Nummern 31, 34 und 35 wurden 1936 ausgemustert. Als die BBÖ im Jahre 1937 die Eisenbahn Wien–Aspang im Pachtbetrieb übernahm, erhielten die verbliebenen Maschinen dieser Reihe keine BBÖ-Nummer. Die Deutsche Reichsbahn allerdings ordnete die zwei Lokomotiven 1938 als 36.7001 und 36.7002 ein. Beide überlebten den Zweiten Weltkrieg, wurden aber nicht mehr in das Nummernschema der ÖBB aufgenommen und 1952 ausgemustert.